# Grand Prix Formule 1 van Europa 1985
De Grand Prix Formule 1 van Europa 1985 werd gehouden op 6 oktober op Brands Hatch. Deze race zou oorspronkelijk worden verreden op 13 oktober in Rome in de woonwijk en zakendistrict Esposizione Universale di Roma (EUR). Het was de veertiende race van het seizoen.

## Uitslag
| Positie | Nummer | Rijder             | Team                   | Ronden | Tijd/Opgave         | Startplaats | Punten |
| ------- | ------ | ------------------ | ---------------------- | ------ | ------------------- | ----------- | ------ |
| 1       | 5      | Nigel Mansell      | Williams-Honda         | 75     | 1:32:58.109         | 3           | 9      |
| 2       | 12     | Ayrton Senna       | Lotus-Renault          | 75     | + 21.396            | 1           | 6      |
| 3       | 6      | Keke Rosberg       | Williams-Honda         | 75     | + 58.533            | 4           | 4      |
| 4       | 2      | Alain Prost        | McLaren-TAG            | 75     | + 1:06.121          | 6           | 3      |
| 5       | 11     | Elio de Angelis    | Lotus-Renault          | 74     | + 1 Ronde           | 9           | 2      |
| 6       | 18     | Thierry Boutsen    | Arrows-BMW             | 73     | + 2 Rondes          | 12          | 1      |
| 7       | 1      | John Watson        | McLaren-TAG            | 73     | + 2 Rondes          | 21          |        |
| 8       | 25     | Philippe Streiff   | Ligier-Renault         | 73     | + 2 Rondes          | 5           |        |
| 9       | 22     | Riccardo Patrese   | Alfa Romeo             | 73     | + 2 Rondes          | 11          |        |
| 10      | 17     | Gerhard Berger     | Arrows-BMW             | 73     | + 2 Rondes          | 19          |        |
| 11      | 23     | Eddie Cheever      | Alfa Romeo             | 73     | + 2 Rondes          | 18          |        |
| 12      | 15     | Patrick Tambay     | Renault                | 72     | + 3 Rondes          | 17          |        |
| 13      | 8      | Marc Surer         | Brabham-BMW            | 62     | Turbo               | 7           |        |
| NF      | 28     | Stefan Johansson   | Ferrari                | 59     | Elektrisch probleem | 13          |        |
| NF      | 26     | Jacques Laffite    | Ligier-Renault         | 58     | Motor               | 10          |        |
| NF      | 30     | Christian Danner   | Zakspeed               | 55     | Motor               | 25          |        |
| NF      | 4      | Ivan Capelli       | Tyrrell-Renault        | 44     | Ongeluk             | 24          |        |
| NF      | 3      | Martin Brundle     | Tyrrell-Renault        | 40     | Waterlek            | 16          |        |
| NF      | 19     | Teo Fabi           | Toleman-Hart           | 33     | Motor               | 20          |        |
| NF      | 9      | Philippe Alliot    | RAM-Hart               | 31     | Motor               | 23          |        |
| NF      | 20     | Piercarlo Ghinzani | Toleman-Hart           | 16     | Motor               | 14          |        |
| NF      | 33     | Alan Jones         | Lola-Hart              | 13     | Radiator            | 22          |        |
| NF      | 27     | Michele Alboreto   | Ferrari                | 13     | Turbo               | 15          |        |
| NF      | 7      | Nelson Piquet      | Brabham-BMW            | 6      | Ongeluk             | 2           |        |
| NF      | 16     | Derek Warwick      | Renault                | 4      | Injectie            | 8           |        |
| NF      | 29     | Pierluigi Martini  | Minardi-Motori Moderni | 3      | Ongeluk             | 26          |        |

## Statistieken
| Pole-position | Ayrton Senna    | Lotus-Renault  | 1:07.169 |
| Snelste ronde | Jacques Laffite | Ligier-Renault | 1:11.526 |

## Noot
- Dit was het debuut van de Italiaanse coureur Ivan Capelli.
- Vierhonderdste Grand Prix-start voor een Britse coureur.
- Eerste Grand Prix-winst voor Nigel Mansell. Mansell won zijn eerste race pas in zijn 72ste Grand Prix, en hiermee verbrak hij het 'record' van Patrick Depailler die 69 Grands Prix moest wachten tot zijn eerste Grand Prix-winst tijdens de Grote Prijs van Monaco van 1978.
- Zevende snelste ronde voor Jacques Laffite en de eerste sinds de Grote Prijs van Oostenrijk van 1981 - 65 Grands Prix ervóór. Hiermee vestigde Laffite een nieuw record voor de grootste tijdspanne tussen twee snelste rondes in. Hij verbrak het oude record van John Watson (64), gevestigd tijdens de Grote Prijs van Canada van 1981.

Als eretitel: 1923 (Italië) · 1924 (Frankrijk) · 1925 (België) · 1926 (San Sebastián) · 1927 (Italië) · 1928 (Italië) · 1930 (België) · 1947 (België) · 1948 (Zwitserland) · 1949 (Italië) · 1950 (Groot-Brittannië) · 1951 (Frankrijk) · 1952 (België) · 1954 (Duitsland) · 1955 (Monaco) · 1956 (Italië) · 1957 (Groot-Brittannië) · 1958 (België) · 1959 (Frankrijk) · 1960 (Italië) · 1961 (Duitsland) · 1962 (Nederland) · 1963 (Monaco) · 1964 (Groot-Brittannië) · 1965 (België) · 1966 (Frankrijk) · 1967 (Italië) · 1968 (Duitsland) · 1972 (Groot-Brittannië) · 1973 (België) · 1974 (Duitsland) · 1975 (Oostenrijk) · 1976 (Nederland) · 1977 (Groot-Brittannië)
Als alleenstaande race: 1983 · 1984 · 1985 · 1993 · 1994 · 1995 · 1996 · 1997 · 1999 · 2000 · 2001 · 2002 · 2003 · 2004 · 2005 · 2006 · 2007 · 2008 · 2009 · 2010 · 2011 · 2012 · 2016